# 松嫩平原
松嫩平原（しょうのんへいげん）とは、中華人民共和国黒竜江省西南部から吉林省西北部にかけて位置する東北平原の一部。松花江と嫩江の堆積物からなる平原である。南は松遼分水嶺と遼河平原、北は小興安嶺山脈、西は大興安嶺山脈、東は白頭山等によって隔てられている。
海抜は150 - 200メートルほどで、面積は約18万平方キロメートルで東北平原の半分以上を占めている。その中で耕地面積は5.6平方キロメートルある。また、長春市を境に南に位置する遼河平原とこの平原を合わせて松遼平原と呼ぶ事もあり、東北平原の大部分を占めている。
土壌は黒土で、ウクライナのチェルノーゼム、アメリカ合衆国ミシシッピ川流域にあるプレーリーのプレーリー土と並んで、世界三大黒土帯の一つとなっている。それゆえ、この平原は中国に於ける主要食糧生産地となっていて、大豆、唐土、馬鈴薯、小麦、玉蜀黍、亜麻、甜菜、向日葵等が栽培されている。また、大慶油田があり、石油の産出もある。